# 후렴
후렴(antiphona)는 짧은 문장으로 구성되어, 미사 전례 또는 성무일도 전례 거행에서, 전례 규정에 따라 시편 기도를 바치기 전이나 후에, 또는 시편 구절과 번갈아 가며 바치는 전례적 구절이다. 후렴은 특별히 넓은 개념에서, 미사 통상문과 성무일도 통상문과 반대로, 해당 전례마다 바뀌는 고유문을 지칭한다.

## 성무일도의 후렴
시편이 3개 지정되어 있고, 각기 정해진 후렴이 있을 때, 후렴1-첫째 시편-후렴1, 후렴2-둘째 시편-후렴2, 후렴3-셋째 시편-후렴3으로 한다. 간혹 부활 시기에서는 3개의 시편 전체에 단 하나의 후렴 '알렐루야 알렐루야 알렐루야'가 지정되어 있기도 하여, 후렴1-첫째 시편-둘째 시편-셋째 시편-후렴1의 순서로 바치기도 한다.
성무일도에서 사용하는 찬가 '즈카르야의 노래', '마리아의 노래', '시므온의 노래'에도 전례 시기에 따라 각기 후렴이 지정되어 있다. 그리하여 그 찬가 앞과 뒤에 지정된 후렴을 바친다.

## 미사에서 후렴
역사적으로 미사에서 후렴과 시편을 함께 노래하는 경우는 입당송, 영성체송, 봉헌송, 화답송이었다. 오늘날에는 화답송만 후렴과 시편을 함께 노래하고 나머지는 후렴만 단독으로 노래한다. 아래 '따름 노래'를 참조하라.

## 따름 노래
시편 구절을 동반하지 않는 경우에는 Antiphona를 '따름 노래'라고 부른다. 예를 들어 예전에는 미사의 입당송으로 어떤 시편과 그 후렴이 지정되어 있었지만, 후렴만 노래해도 입당 행렬이 종료되어 시편을 사용하지 않아도 되는 경우가 많아서, 오늘날의 로마 미사 경본의 입당송에 시편을 제시하지 않고 후렴만 단독으로 곧 따름 노래로 제시하고 있다.
그러나 입당 행렬이 길어지는 경우 예를 들어 교황 미사같은 경우에는 후렴과 함께 시편을 노래하여 행렬을 동반하는 노래의 임무를 수행한다.
따름 노래의 형태로 곧 시편을 동반하지 않고 독립적으로 사용되는 그레고리오 성가 가운데 대표적인 것들은 아래와 같다.
1. Alma Redemptoris Mater
2. Ave Regina Coelorum
3. Regina Coeli
4. Salve Regina

## 후렴을 모은 전례서
이러한 후렴(Antiphona)들을 모은 책을 Antiphonarum, Antiphonale라고 부른다.
아래 전례서들을 참조하라.
- 성무일도: 성무일도 노래집(Antiphonarium, Antiphonale), 로마 성무일도 노래집(Antiphonale Romanum), 수도원 성무일도 노래집(Antiphonale Monasticum)
- 미사: 미사 노래집(Antiphonarium Missae)
- 성무일도 노래집과 미사 노래집의 혼합: 통합 성가집(Liber Usualis)

## 대중음악에서의 후렴
노래의 최고조로 곡에서 가장 많이 나오는 파트이며 곡이 전달하고자 하는 내용의 단어가 가장 많이 반복하게 나오는 곳으로, 곡에서 중요한 역할을 한다고 풀이될 수 있다. 작곡자나 편곡자의 뜻에 따라 곡의 처음에 위치하는 경우도 있다.

## 같이 보기
- 브리지 (음악)
- 훅 (음악)
- 리토르넬로 형식